# عناتا

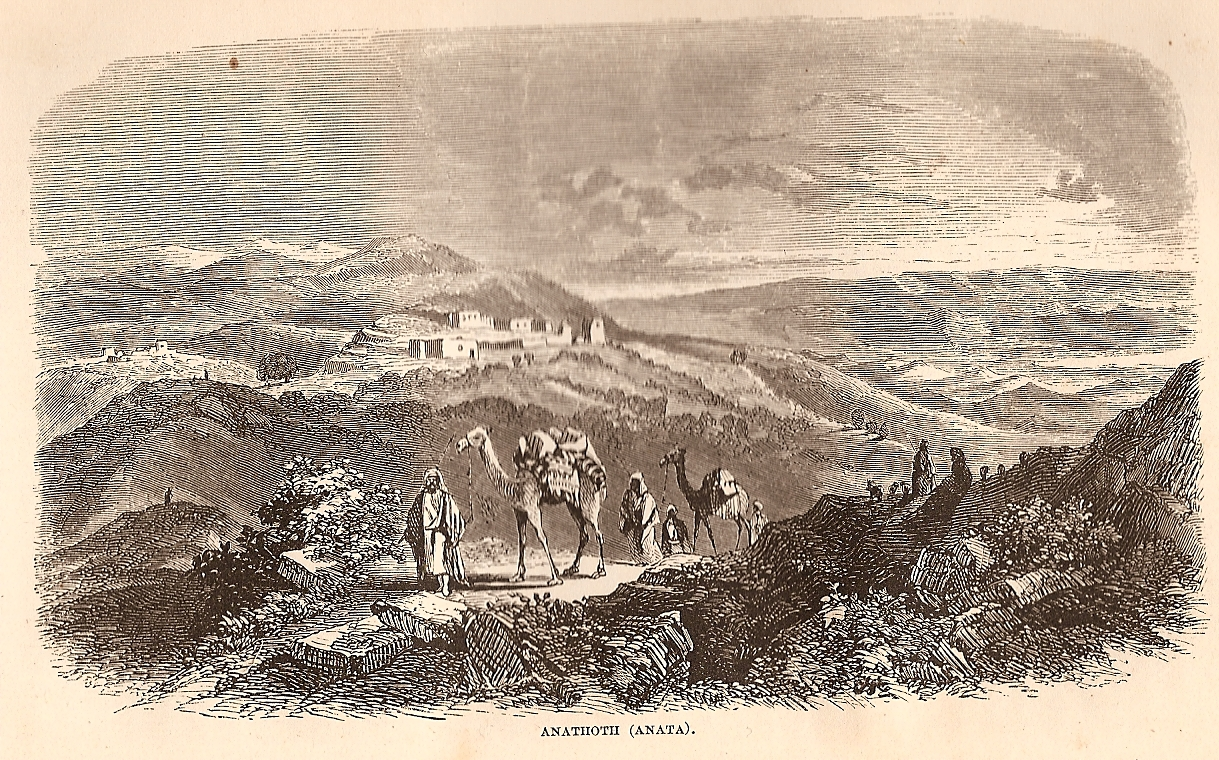
لوحة فني لعناتا ، 1859م

تقع قرية عناتا في الشمال الشرقي لمدينة القدس وتتبع محافظة القدس، وتعتبر مساحة أراضي القرية من الأكبر على مستوى الضفة الغربية إلا أن معظمها صودر. يحدها من الشمال قرية حزما ومن الجنوب قرية العيسوية ومن الغرب شعفاط ومن الشرق قرية النبي موسى.

## نبذة تاريخية
تقع بلدة عناتا في محافظة القدس في الشمال الشرقي للمدينة تبلغ مساحتها (30.000) دونم وذلك في العام 1967ونتيجة سياسة الاحتلال الإسرائيلي تم فقدان معظم الأراضي حيث بلغت مساحتها الآن وبعد بناء الجدار ما يعادل 980 دونم. وتعتبر عناتا من المناطق السكنية المأهولة ذات الكثافة السكانية العالية جداً، وقد استغلت السلطات الإسرائيلية الأراضي التابعة لبلدة عناتا لبناء المستعمرات وتوسيعها وإنشاء قاعدة عسكرية لقوات الجيش وبناء الجدار العازل بالإضافة لتخصيص أراضي عازلة تابعة للجدارعلى حساب أراضي البلدة.
وفي هذا الوضع أضحى التوسع العمراني للسكان محصوراً في ظل تزايد النمو الطبيعي لهم، وعقب استكمال بناء جدار الضم والتوسع العنصري سيعمل الجدار على محاصرة عناتا ومخيم شعفاط من ثلاث جهات. ويعزلها عن مدينة القدس التي تتلقى فيها البلدة خدماتها التعليمية والصحية والتطويرية وغيرها.
يبلغ عدد سكان عناتا 27000 نسمة ويحمل أقل من نصفهم هويّات الضفة الغربية وحوالي 20.000 مواطن يسكنون ضاحية السلام والتي تقع ضمن ما يسمى بحدود البلدية لمدينة القدس ويحملون بطاقات الهوية المقدسية.
يلعب موقع عناتا الإستراتيجي موقعاً هاماً يصل منطقة الشمال بالقدس ويعتبر مركزاً تجارياً لتبادل البضائع وللبيع والشراء.
يعمل معظم الأهالي بالتجارة وكعمال بالحجر ويوجد نسبة 40% عاطلين عن العمل بناءً على إحصائيات المجلس المحلي، يصل عناتا شارع طوله 2كم بمخيم شعفاط، يقطن المخيم 10.000 من اللاجئين الفلسطينيين المسجلين لدى وكالة غوث اللاجئين ويتلقون الخدمات من UNRWA والتي تكاد لا تكون كافية لمتطلبات المخيم وخصوصاً في ظل هذا التزايد السكاني.
كما ويقطن حوالي 67.000 مواطن مقدسي من حَمَلة هوية القدس أيضاً في منطقة رأس خميس ورأس شحادة، للاستفادة من قرب المكان من القدس وتدنّي أجرة السكن وتكلفة المعيشة

## الوضع المعيشي
صادر الاحتلال أجزاء كبيرة من أراضي عناتا ويستولي على أكثر من 90% من أراضيها، وأقام خمس مستوطنات عليها، عدا عن بنائه للجدار العنصري حولها من كل الجهات، وأصبحت بمدخلين فقط، أحدهما عليه حاجزعسكري، يؤدي إلى مدينة القدس، ولا عبور إلا لمن يملك الهوية المقدسية أو تصريح الدخول، والعبور عليه بشروط. أما المدخل الآخر ببوابة حديدية فتُغلق بقرار المحتل.
يقول عضو المجلس البلدي لعناتا طه نعمان لقناة الجزيرة: (إن 500 دونم منها أصبحت تحت سلطة بلدية الاحتلال في القدس، وقرابة 950 دونماً، هي مصنفة مناطق «ب» وفق اتفاق أوسلو، وتعني سيادة أمنية إسرائيلية، وتتبع إداريا للسلطة الفلسطينية. كما أن 220 دونما هي مناطق مصنفة «ج» مسموح البناء فيها ولكن تحت طائلة المسؤولية الشخصية، وهي مناطق تتبع سلطة الاحتلال أمنيا وإداريا).
تعتبر شوارع عناتا أيضاً ضيقة جدا، وعماراتها متلاصقة مرتفعة لتستوعب هذا العدد الهائل من السكان، ويعود ذلك كله إلى أن المواطنين المقدسيين يضطرون للسكن في عناتا، وفي منطقة تتبع بلدية الاحتلال في القدس، حتى يحافظوا على دفع ضريبة الدخل، التي تبقيهم محافظين على الهوية المقدسية، ولأن تكاليف البناء والتراخيص داخل القدس باهظة جداً، يلجأ هؤلاء إلى مناطق كثيرة أخرى للسكن فيها، لانخفاض تكاليف السكن والحياة نسبة إلى العيش في مدينة القدس.
في المقابل يدفع الفلسطينيون ثمن ذلك في الخدمات المقدمة إليهم، فبلدية عناتا، حسب منسق لجنة الدفاع عن أراضيها محمد سلامة، من المفترض أن تقدم خدماتها لـ16 ألف مواطن، ولكن فعليا هناك في المنطقة أكثر من 130 ألفا، مما يؤثر في خدمات الماء والكهرباء وحجم النفايات وعرض الشوارع. كما أن المواطنين في السابق كانوا يشقون الشوارع بعرض ستة أمتار ليمروا منها في قرية صغيرة، ولم يتخيلوا هذا الانفجار السكاني. ويؤكد سلامة أن سلطة الاحتلال تمنع بلدية عناتا من تقديم الخدمات للمواطنين جميعاً، فهناك منطقة تتبع لبلدية الاحتلال في القدس، وأخرى تتبع للمخيم بخدمات الأونروا، وثالثة لبلدية عناتا، ورابعة للسكان البدو.
ورغم كل هذه السرقات لأراضي عناتا من قبل الإحتلال، فإنه لا ترخص سلطة الاحتلال للبناء إلا على بُعد 150 مترا عن الشارع الذي تم فتحه من الجهة الشرقية، وهو ملاصق لشارع للمستوطنين يفصلهما جدار عنصري.

## سكان عناتا
يبلغ التعداد السكاني لبلدية عناتا 16700 مواطن فلسطيني، غير أن من يعيش في هذه المنطقة يتجاوز 130 ألف فلسطيني، ولم يسجل كثير من المواطنين الفلسطينيين أنفسهم في الإحصاء الفلسطيني، وإنما فضلوا أن يتم إحصاؤهم في الإحصاء المقدسي، حتى يحافظوا على الهوية المقدسية.